# Halmstad
Halmstad [ˈhalmstɑː(d)] (deutsch veraltet Halmstadt) ist eine Stadt in der schwedischen Provinz Hallands län und der historischen Provinz Halland. Sie liegt auf halbem Weg zwischen Malmö und Göteborg an der Mündung des Flusses Nissan und ist Hauptort der gleichnamigen Gemeinde.

## Geschichte

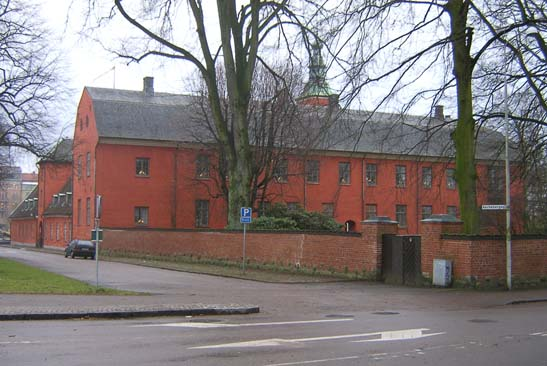
Schloss Halmstad

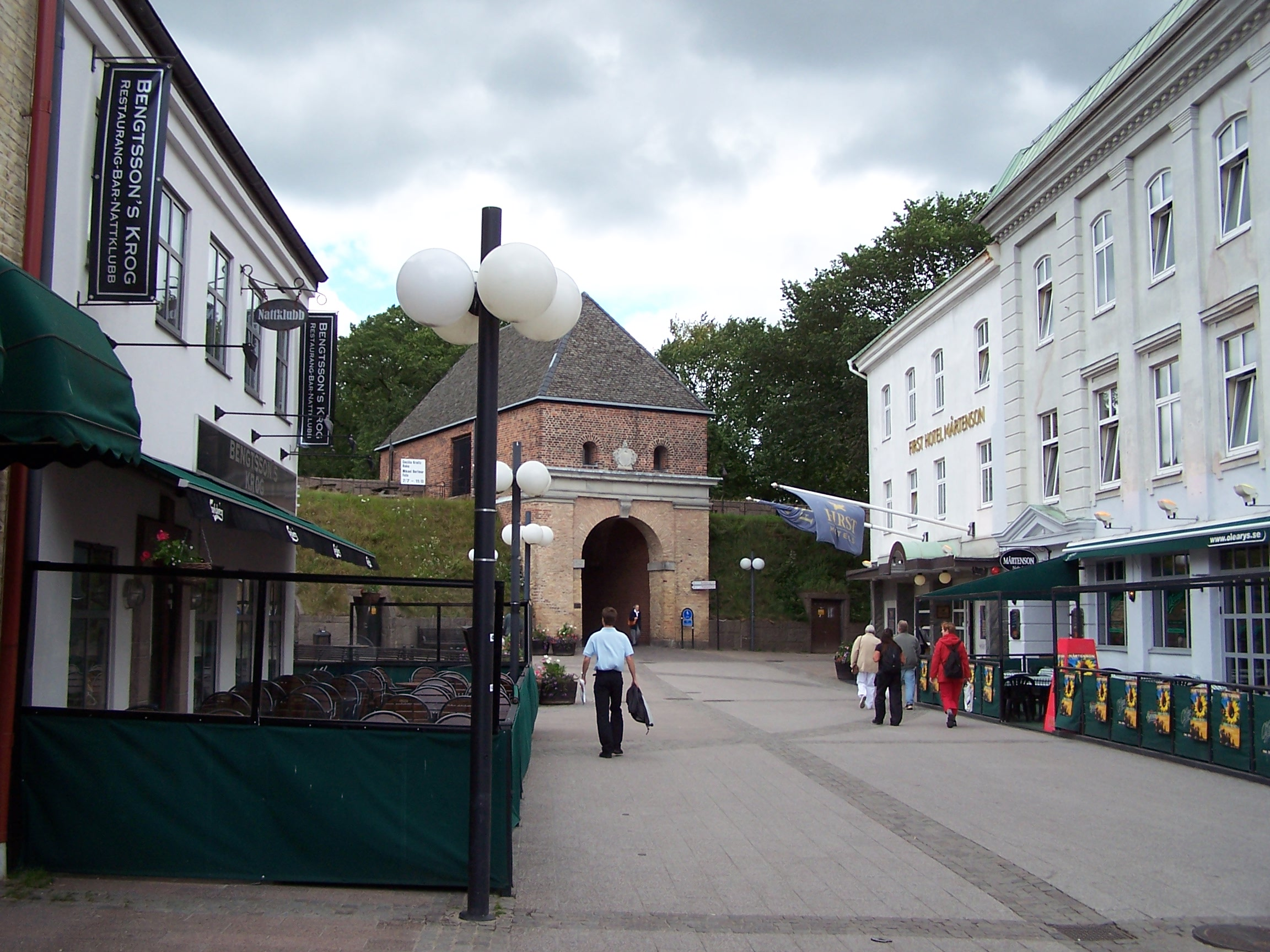
Stadttor Norre Port in Halmstad

Halmstad lag ursprünglich etwas weiter den Nissan hinauf, dort wo heute der Stadtteil Övraby liegt, der damals noch ein eigenständiges Dorf war. Bereits im 13. Jahrhundert wurde das Dorf erwähnt und bekam am 31. Mai 1307 seine Privilegien von Herzog Kristofer, dem späteren König Christoph II. bekräftigt. Wenig später um 1322 wurde das Dorf nach Braktorp an die Mündung des Nissan verlegt, wo es heute noch liegt. Die neue Stadt hatte den Namen Halmstad zumindest bereits im Jahr 1327. Der Ortsname Halmstad wurde bereits im Erdbuch des dänischen Königs Waldemar II. von 1231 als Königshof erwähnt. Die Stadt wurde bald darauf zur vornehmsten an der Westküste und daher auch zum Treffpunkt für die skandinavischen Reichsräte, so z. B. 1435, 1450, 1468, 1483 und 1512.
Nach dem Vorschlag der Kalmarer Union von 1436 und dem Vertrag von 1450 sollte in Halmstad die Königswahl abgehalten werden, dies geschah indessen nie. Die Stadt hatte zwei Klöster, das des Dominikanerordens, dem die St. Katarinakirche geweiht war, und das des Franziskanerordens, dem die St. Annakirche geweiht war. Sowohl 1434 und 1436 wurde Halmstad von Engelbrekt Engelbrektsson und seinen Truppen eingenommen. 1534 begab sich die Stadt unter ein schwedisches Heer unter Johan Turesson und im folgenden Jahr wurde ein dänischer Angriff unter dem Grafen Johann von Hoya von Jakob Bagge zurückgeschlagen. Die Friedensverhandlungen fanden in der Stadt statt, doch brach der Nordische Siebenjährige Krieg aus und die Stadt wurde 1563, 1566 und 1568 vergeblich von schwedischer Seite angegriffen.
Erst gegen Ende des 16. Jahrhunderts wurde das Schloss erbaut, das unter Christian IV. zu Beginn des 17. Jahrhunderts durch den Baumeister Willem van Steenwinckel noch weiter ausgebaut und befestigt wurde. 1619 trafen sich Gustav Adolf und Christian IV. in Halmstad. Nachdem Halmstad sowie das übrige Halland an Schweden übergeben worden waren, wurde 1646 ein Vorschlag für den Bau einer Zitadelle eingebracht. Dieser wurde später in einen Abschnitt zwischen Schloss und Stadt abgeändert, so dass die Arbeiten 1648 beginnen konnten, die jedoch nicht vor dem Krieg Karl X. gegen Dänemark beendet wurden.
1651 wurde die Planung für eine weitere Verbesserung der Stadt vorgestellt, doch auch nach der Vereinfachung des Planes 1655 passierte wenig. Halmstad wurde 1676 vergeblich von den Dänen unter Generalmajor Duncan belagert. Im September des Jahres sogar vom dänischen König persönlich, doch auch dies brachte keinen Erfolg. Nach dem Krieg wurde die Befestigung noch einige Zeit unterhalten, ein Plan zur Verstärkung wurde allerdings nicht mehr umgesetzt. Zu Beginn des 18. Jahrhunderts wurde die Befestigung nochmals repariert, doch beschloss der Reichstag 1734 die Schleifung. Nicht alles wurde damals abgetragen, so steht z. B. heute noch das nördliche Tor der Befestigung.
Im Jahr 1883 hatte Halmstad 8.966 Einwohner.

## Kultur und Sehenswürdigkeiten

### Bauwerke

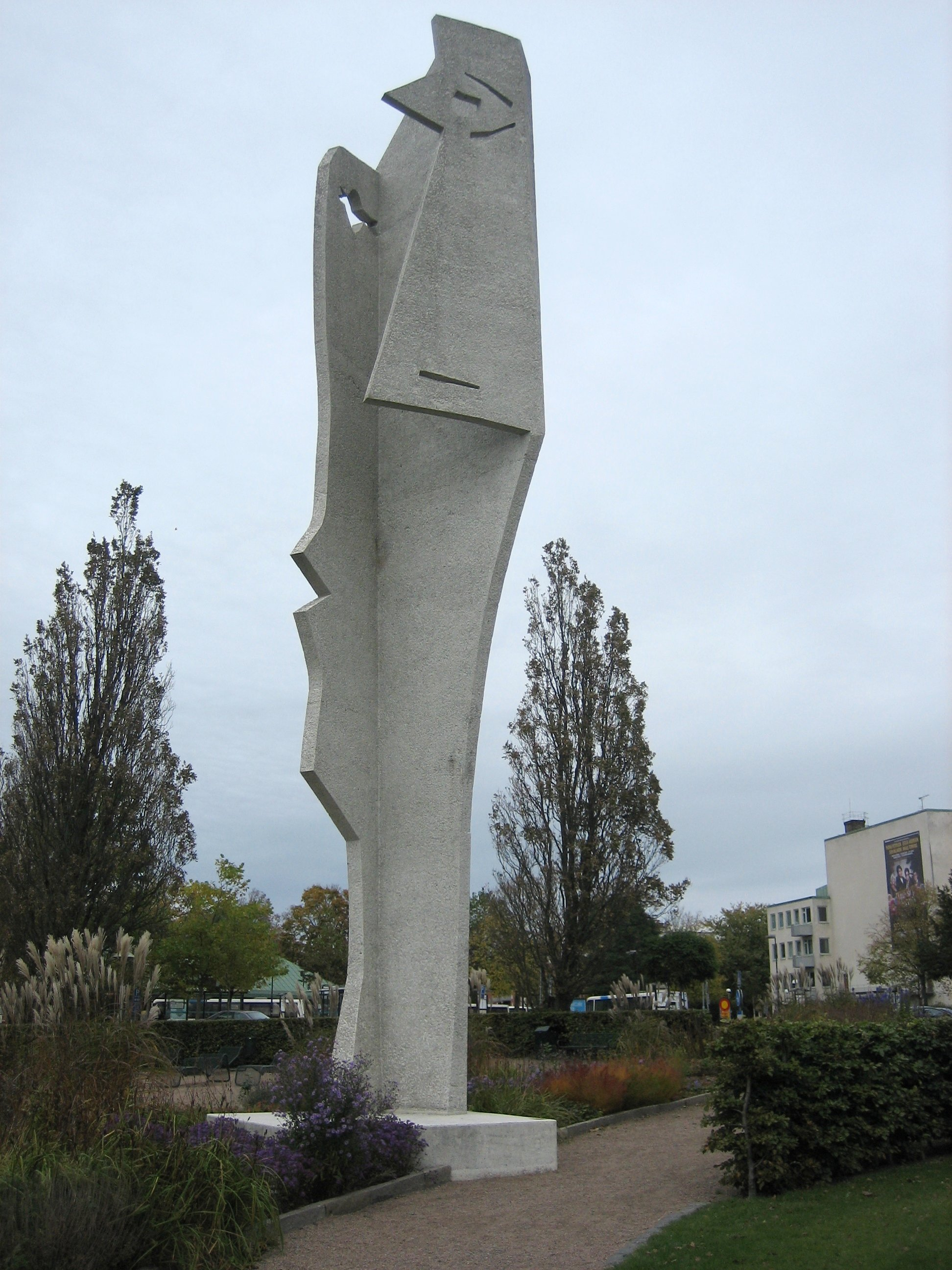
Der Frauenkopf von Pablo Picasso

In der Innenstadt befindet sich ein Schloss mit Fachwerkhäusern.
Der Frauenkopf von Pablo Picasso am Fluss ist ein Wahrzeichen der Stadt, ebenso Milles Brunnen auf dem Marktplatz mit der Statue Europa mit dem Stier.
Zu den Sehenswürdigkeiten der Stadt gehört auch die Dreimastbark Najaden, die als Museumsschiff an der Nissan-Brücke beim Schloss liegt.
Etwas außerhalb liegt am Meer der Badeort Tylösand, bekannt für seinen kilometerlangen Sandstrand, seine Golfplätze und mondänen Villen.
Ivars kulle nordöstlich von Halmstad ist ein Grabhügel aus der Bronze- oder Eisenzeit.

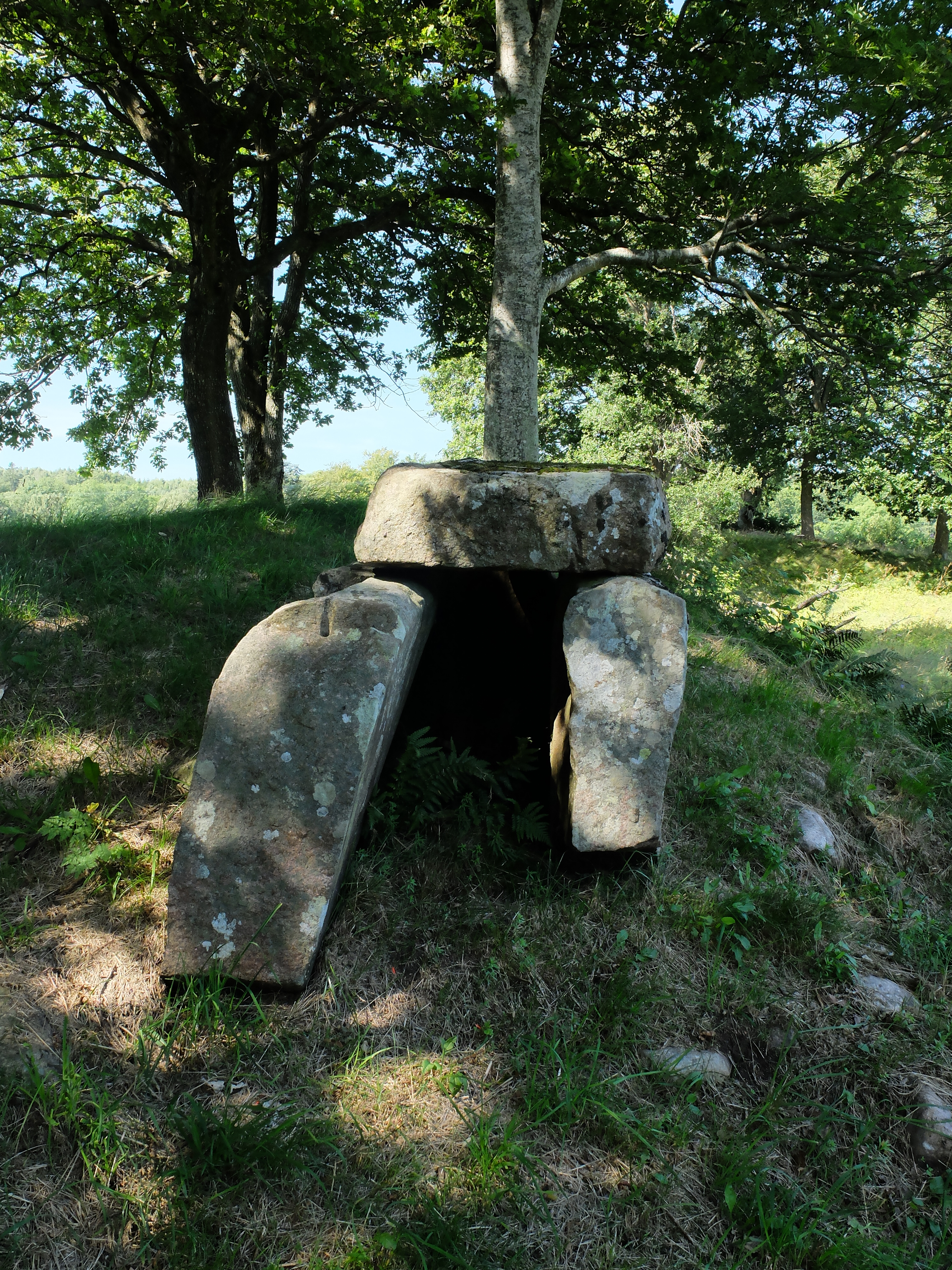
Fastarp – Dolmen nördlich von Halmstad

### Musik
Die in Skandinavien sehr erfolgreiche Band Gyllene Tider  um den späteren Roxette-Frontmann Per Gessle stammt aus Halmstad. Gessle lebt in Halmstad und ist Mitbetreiber des Hotels Tylösand.
Die schwedische Death-Metal-Band Arch Enemy kommt aus Halmstad. Die beiden Gitarristen Michael Amott und Christopher Amott wohnen dort. Daneben wurde die Black-Metal-Band Shining 1996 in Halmstad gegründet.

### Sport
Halmstad ist Sitz des Hallands Fotbollförbund.
Der Fußballverein Halmstads BK war bereits viermal schwedischer Meister und spielt derzeit (2025) in der Allsvenskan, der höchste schwedischen Fußballliga. Der Handballverein HK Drott Halmstad gehört zu den erfolgreichsten in Schweden mit elf Meisterschaftstitel. Halmstad HF als Nachfolgeverein der Halmstad Hammers ist der örtliche Eishockeyverein. Die Halmstad Eagles sind ein American-Football-Team aus Halmstad.
Der Solheim Cup 2007 wurde in Halmstad ausgetragen. Die Tischtennisweltmeisterschaft 2018 fand in Halmstad statt.
Des Weiteren besitzt Halmstad eine Trabrennbahn.

## Wirtschaft und Infrastruktur

### Unternehmen
Das Unternehmen HMS Industrial Networks hat seine Firmenzentrale in Halmstad.

### Bildung
In Halmstad gibt es seit 1983 die Hochschule Halmstad.

### Verkehr
Halmstad besitzt einen Bahnhof an der Västkustbanan. Weiterhin bestand früher die schmalspurige Bahnstrecke Halmstad–Bolmen.
Etwa zwei Kilometer nordwestlich von Halmstad liegt der Flughafen Halmstad.
Halmstad verfügt über drei Ausfahrten des Europaväg 6. In Halmstad beginnen der Riksväg 25 und der Riksväg 26, der Riksväg 15 endet hier.
Es besteht eine Fährverbindung ins dänische Grenaa, die von Stena Line bedient wird.

## Söhne und Töchter der Stadt
- Bashkim Ajdini (* 1992), Fußballspieler
- Niclas Alexandersson (* 1971), Fußballspieler
- Jonas Altberg (* 1984), Musiker, bekannt als Basshunter
- Michael Amott (* 1970), Gitarrist
- Fredrik Andersson Hed (1972–2021), Profigolfer
- Magnus Andersson (* 1966), Handballspieler und -trainer
- Janne Andersson (* 1962), Fußballtrainer
- Marcus Antonsson (* 1991), Fußballspieler
- Sofia Arvidsson (* 1984), Tennisspielerin
- Sylve Bengtsson (1930–2005), Fußballspieler
- Sigfrid Benzer (1896–1971), Fußballschiedsrichter
- Carl Bildt (* 1949), Politiker
- Emil Brandqvist (* 1981), Jazz-Schlagzeuger
- Christoffer Carlsson (* 1986), Schriftsteller und Kriminologe
- Henrik Dagård (* 1969), Leichtathlet
- Dušan Đurić (* 1984), Fußballspieler
- Per Gessle (* 1959), Musiker
- Linnea Henriksson (* 1986), Sängerin und Liedermacherin
- Jonas Holmqvist (* 1982), Radrennfahrer
- Andreas Johansson (* 1982), Fußballspieler
- Bengt Johansson (1942–2022), Handballspieler und -trainer
- Vidar Johansson (* 1996), Hindernisläufer
- Peter Larsson (* 1984), Fußballspieler
- Ola Lindgren (* 1964), Handballspieler und -trainer
- Carl Axel Magnus Lindman (1856–1928), Botaniker und Hochschullehrer
- Magnus Lundberg (* 1972), Kirchenhistoriker
- Gustav Nyquist (* 1989), Eishockeyspieler
- Erik Olson (1901–1986), Maler
- Jörgen Persson (* 1966), Tischtennisspieler
- Magnus Persson (* 1990), Handballspieler
- Johannes Rydberg (1854–1919), Physiker, bekannt für die Aufstellung der Rydberg-Formel
- Per-Anders Sääf (* 1965), Volleyballspieler
- Bengt Ingemar Samuelsson (1934–2024), Biochemiker und Nobelpreisträger
- Thomas Sivertsson (* 1965), Handballspieler und -trainer
- Åsa Svensson (* 1971), Tischtennisspielerin
- Håkan Svensson (* 1970), Fußballspieler
- Ulf Wakenius (* 1958), Jazz-Gitarrist
- Olle Wallin (* 2001), Tennisspieler
- Ernst Wigforss (1881–1977), Linguist und Politiker der Sozialdemokratischen Arbeiterpartei Schwedens (SAP)

## Bilder

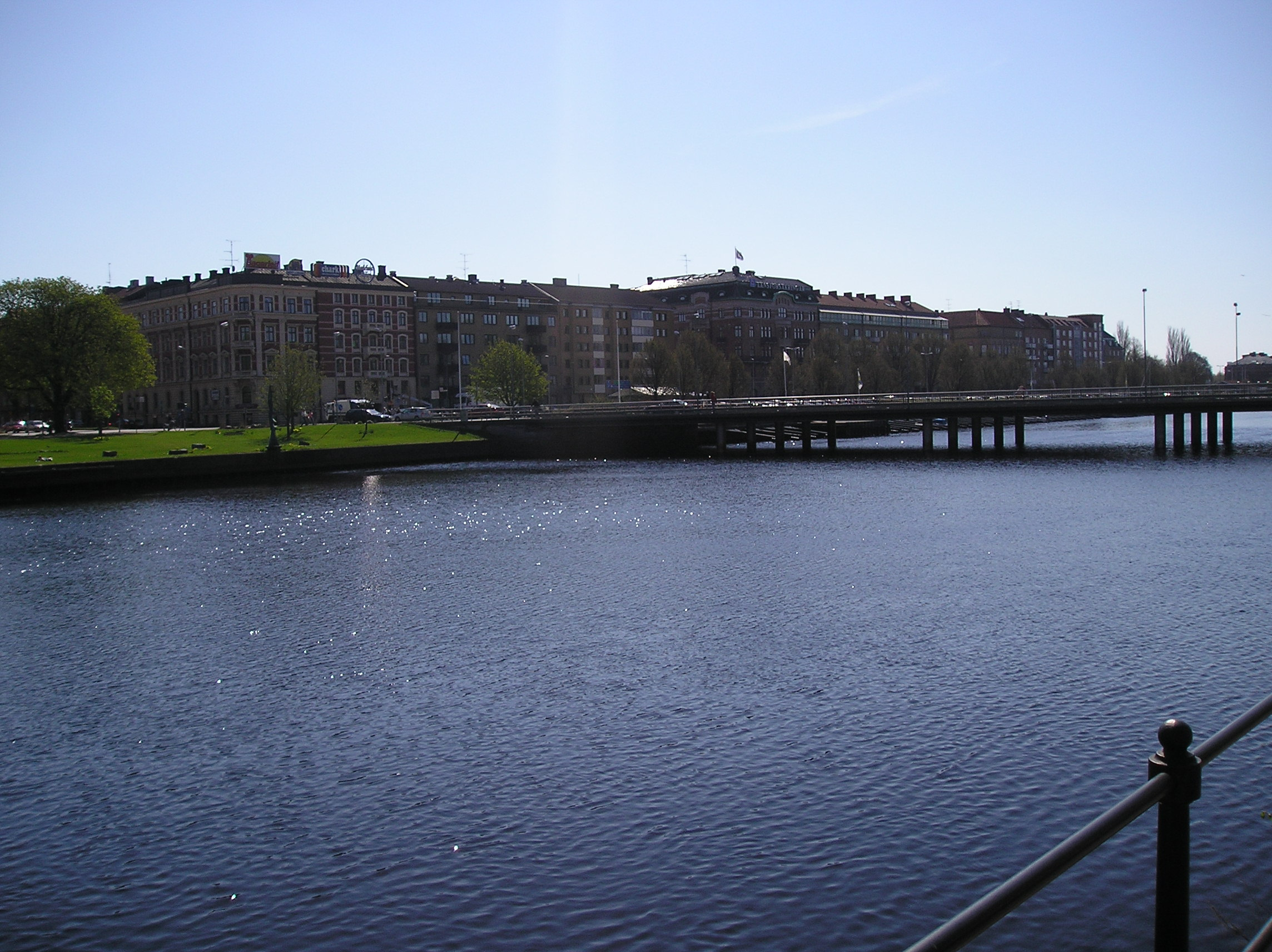
Blick auf den Nissan
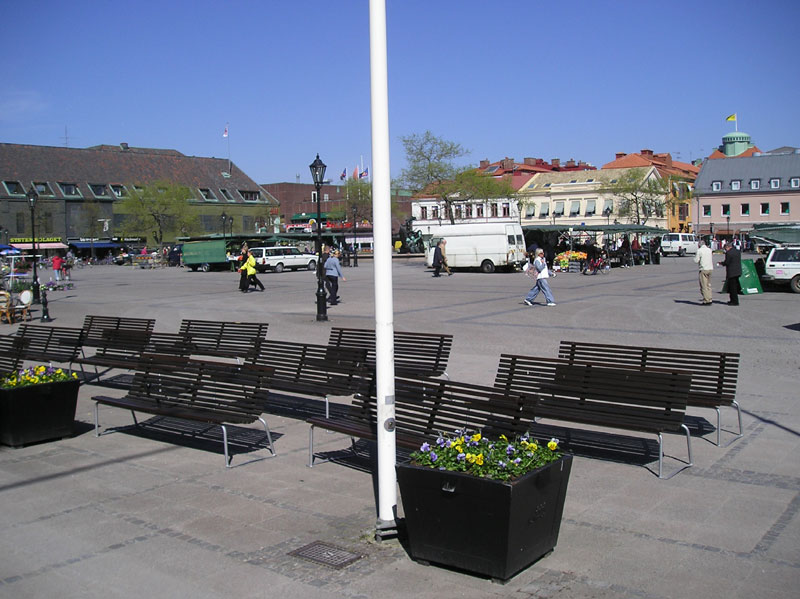
Stora Torg
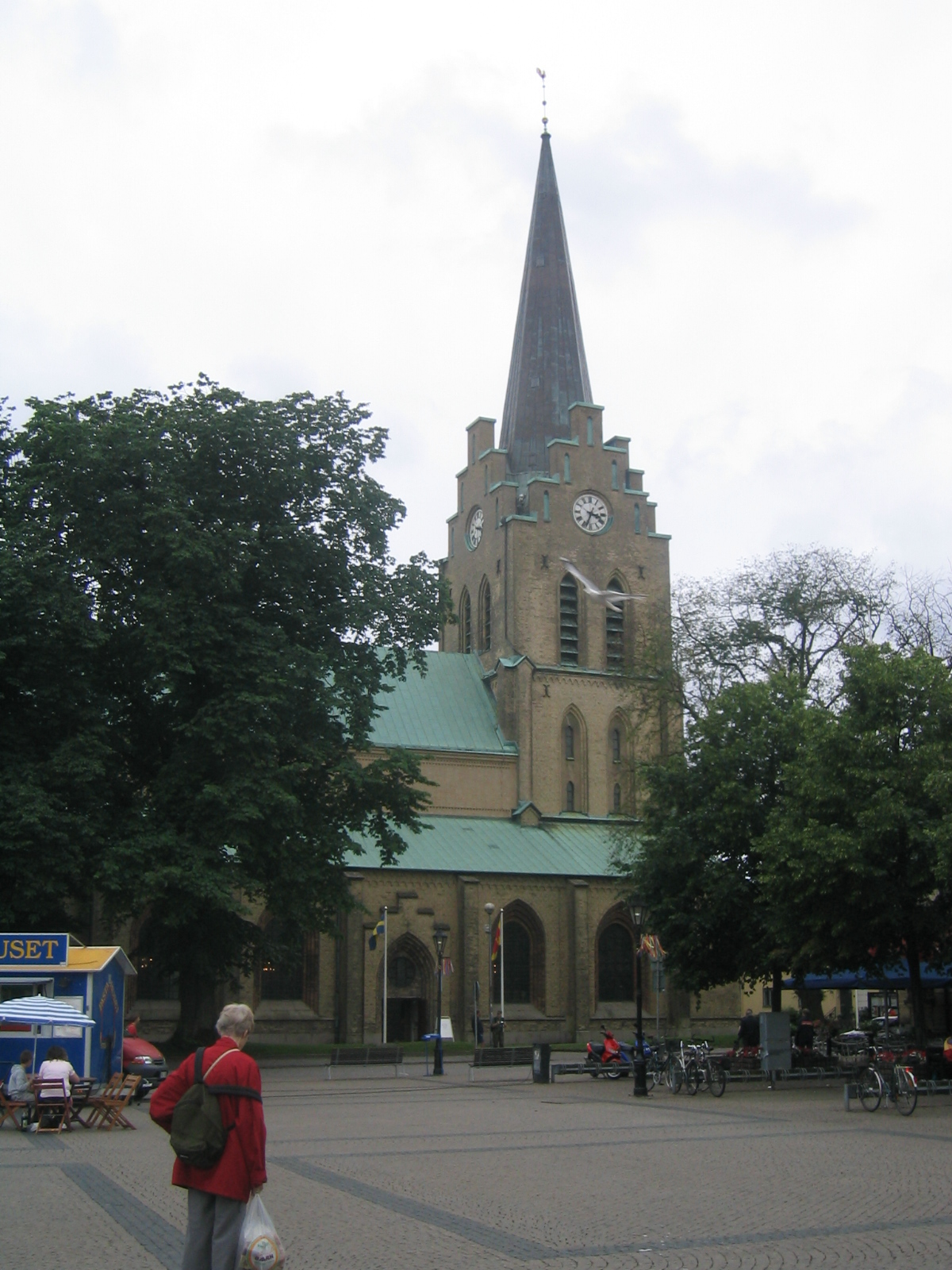
Kirche St. Nikolai
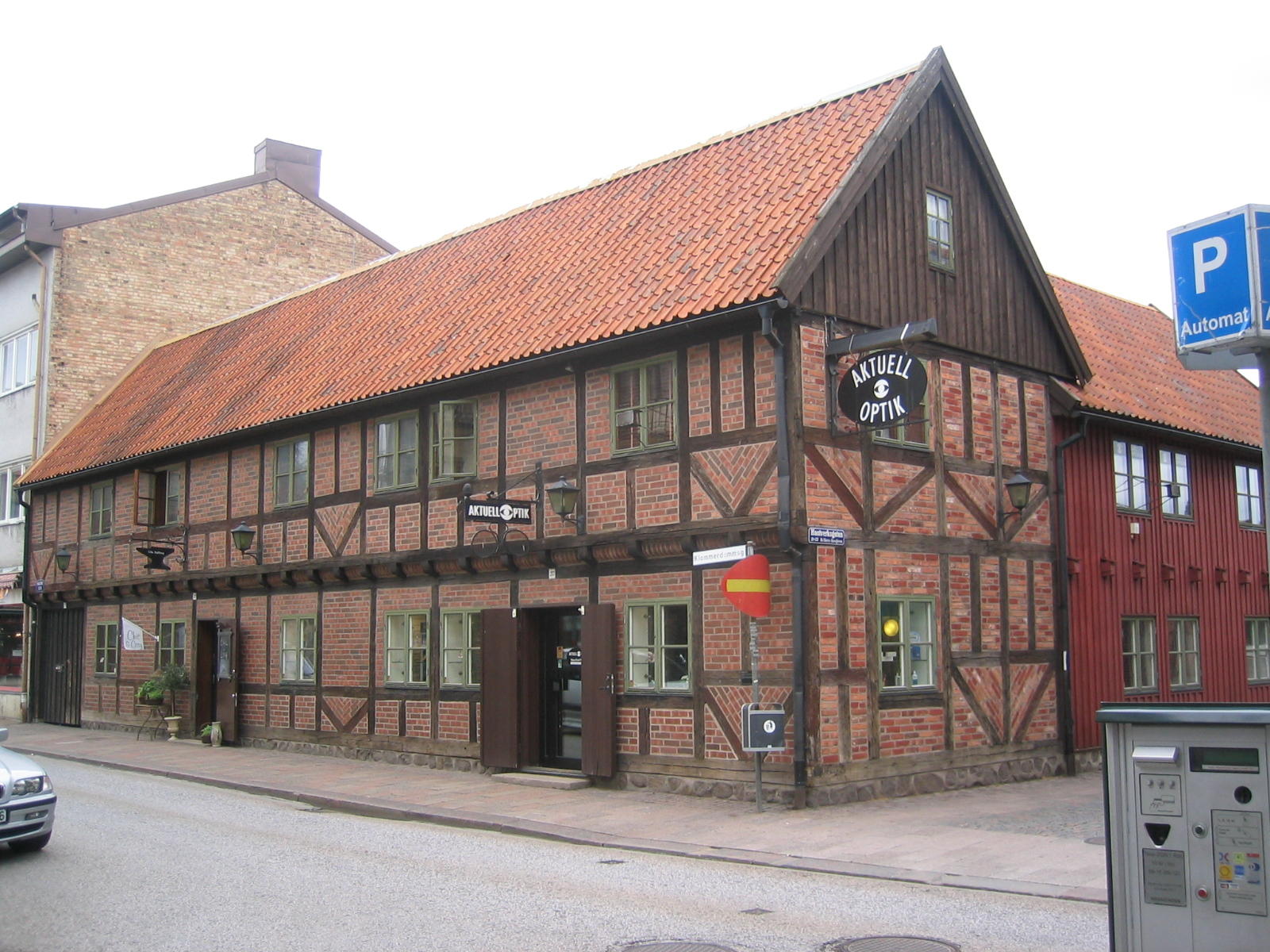
Mellgrensches Haus
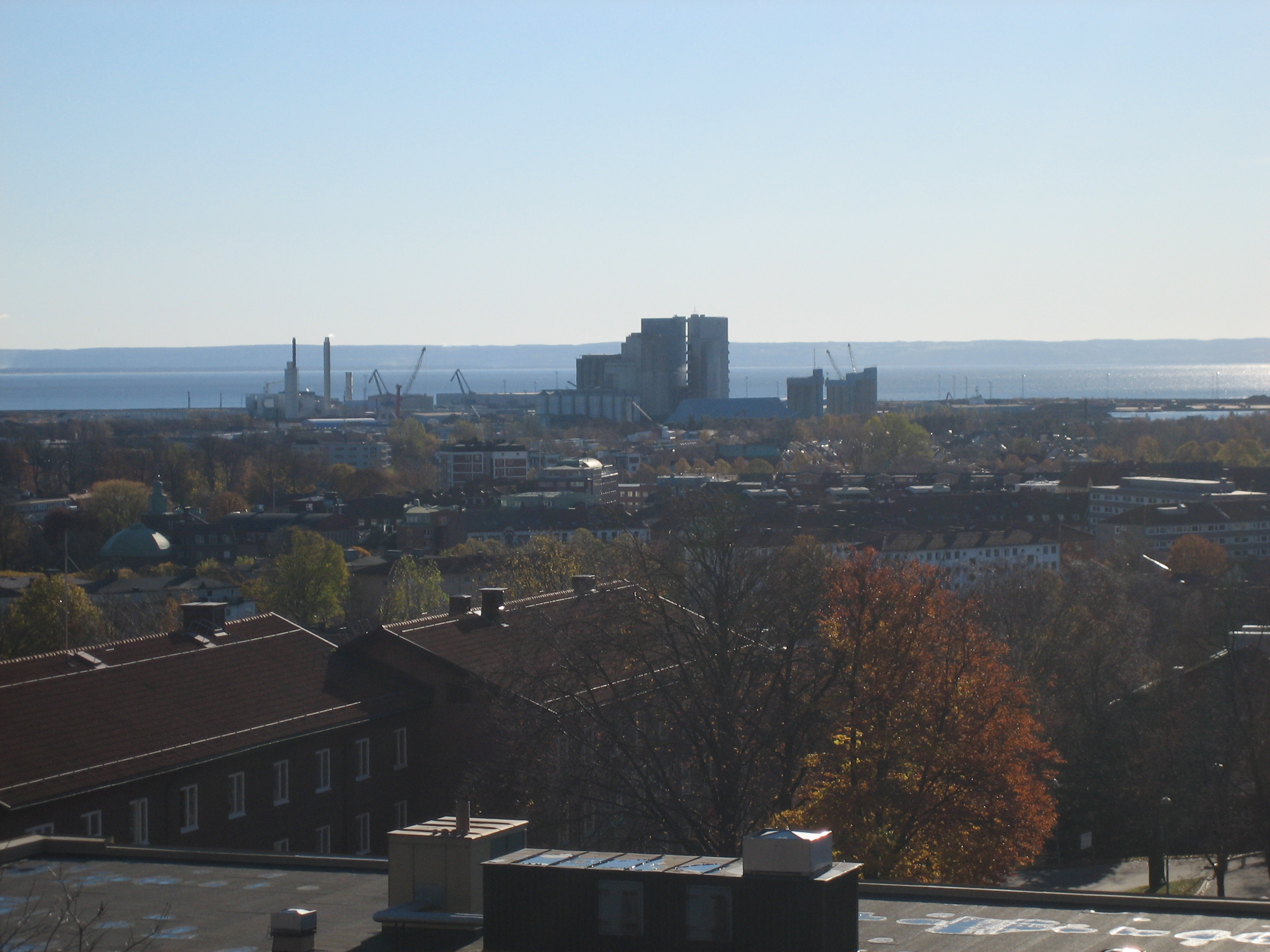
Blick über Halmstad
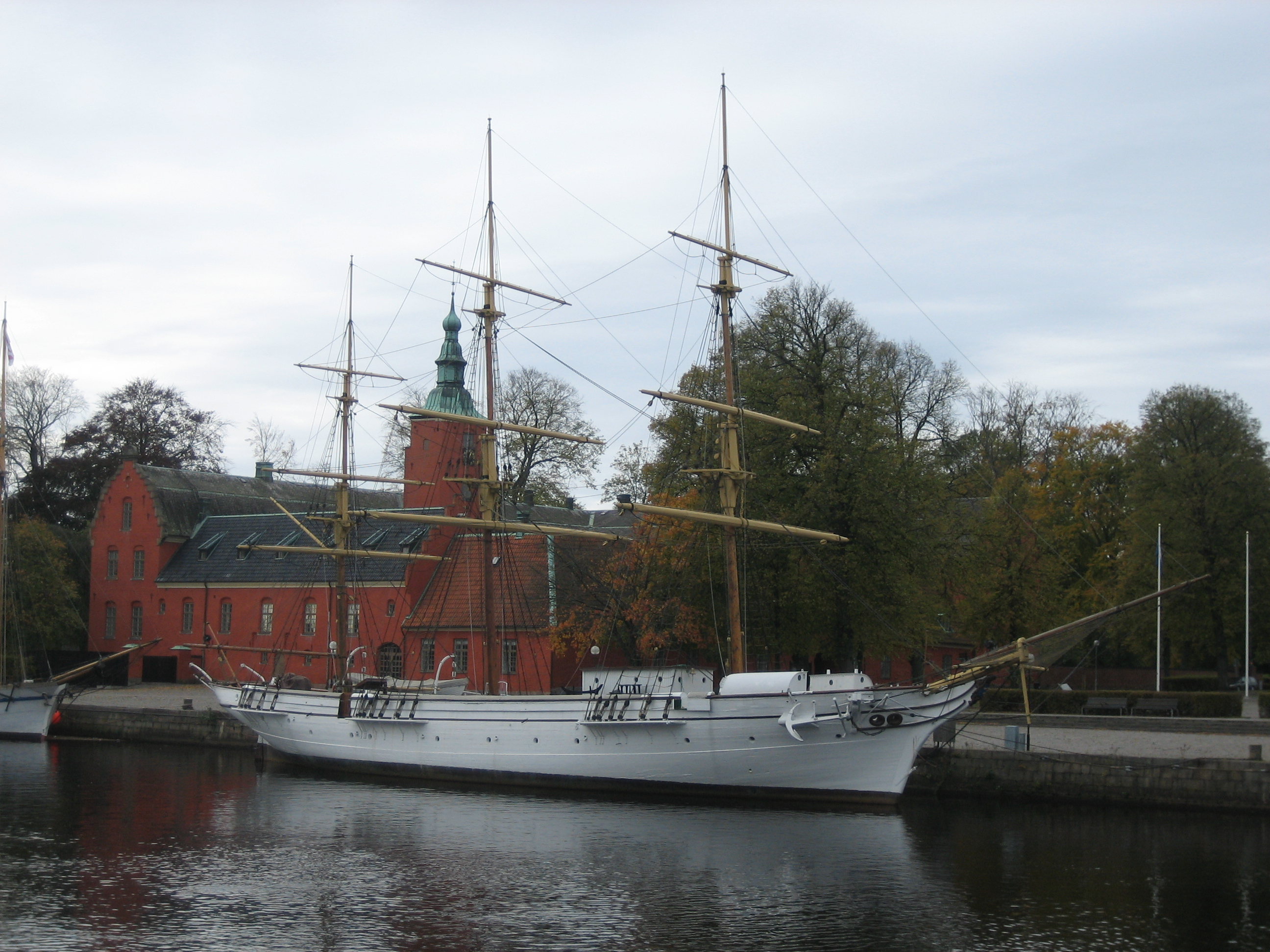
Die Najaden vor Schloss Halmstad.
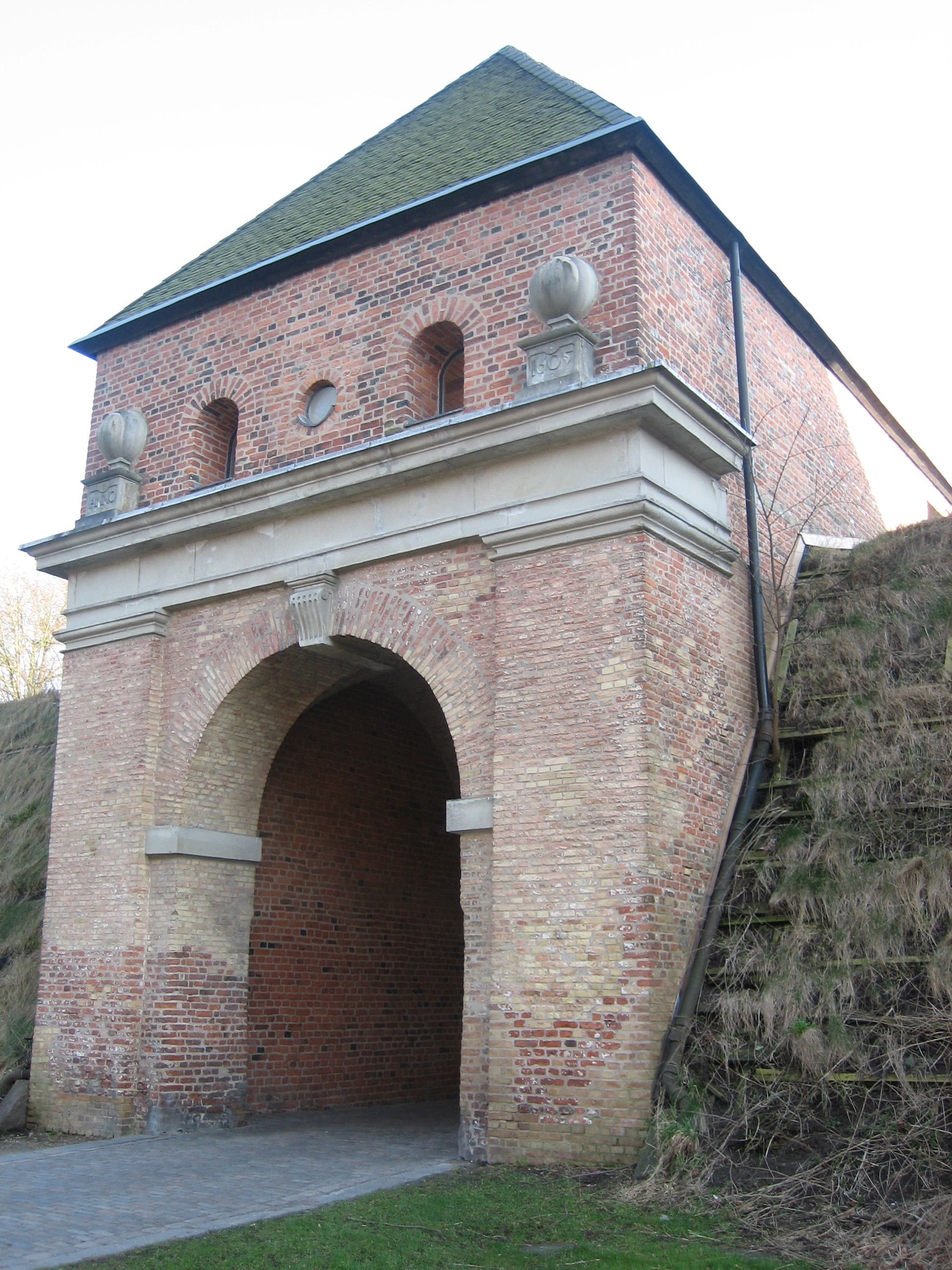
Stadttor Norre Port